# Moglicë
Moglicë is een plaats en voormalige gemeente in de stad (bashkia) Maliq in de prefectuur Korçë in Albanië. Sinds de gemeentelijke herindeling van 2015 doet Moglicë dienst als deelgemeente en is het een bestuurseenheid zonder verdere bestuurlijke bevoegdheden. De plaats telde bij de census van 2011 951 inwoners.

## Bevolking
In de volkstelling van 1 april 2011 telde de (voormalige) gemeente Moglicë 951 inwoners, een halvering ten opzichte van 2212 inwoners op 1 oktober 2001. De gemiddelde jaarlijkse groei komt hiermee uit op −7,7%, hetgeen lager is dan het landelijke gemiddelde van −0,80%.

### Religie
Van de bevolking van Moglicë rekende een meerderheid van ongeveer 60% tot de (soennitische) islam.
| Plaats  | Bevolking (2011) | Islam (%)    | Katholiek (%) | Orthodox (%) | Bektashisme (%) |
| ------- | ---------------- | ------------ | ------------- | ------------ | --------------- |
| Moglicë | 951              | 569 (59,83%) | - (-)         | 3 (0,32%)    | 9 (0,95%)       |